# 武田惠子
武田 恵子（たけだ けいこ、1977年5月24日 - ）は、日本の元女優、元グラビアアイドル。神奈川県出身。血液型はB型。活動時の所属事務所はスターダストプロモーション。
身長157cm、スリーサイズはB84cm W56cm H86cm。

## 来歴・人物
スカウトにより芸能界入りし、1993年に「第4回全国女子高生制服コレクション」でグランプリを受賞する。
1995年から1998年まで、ミュージカル版『美少女戦士セーラームーン』で初代土萠ほたる / セーラーサターンを演じた。
写真集は、処女喪失や覗き、レイプなどを連想させるシチュエーションで撮影されている。
ロックンロックで行われたセーラームーンファン感謝イベントという特別公演の中で武田信玄の末裔を自称した事がある。

## 出演

### テレビドラマ
- 夜に抱かれて （1994年10月19日 - 12月21日、日本テレビ系） - 川瀬奈生 役
- 火曜サスペンス劇場 小京都ミステリー（16）（1996年1月30日、日本テレビ系） - 早坂香織 役
- 土曜ワイド劇場 森村誠一の終着駅シリーズ （5）

『街・新宿 〜伊豆、連鎖殺人の謎!天竜峡から来た女・真犯人も殺された…』 （1997年3月22日、テレビ朝日系） - 数成茜 役

### その他のテレビ番組
- ミュージックステーション 『ジャストフィット シリーズ』 （1994年 - 1996年、テレビ朝日系）

### CM
- JA共済
- 東進ハイスクール
- す〜ぱ〜ぷよぷよ
- 丸大ハム「うす塩ウインナー」
- ロッテ「フルーツ繊維飲料シリーズ」
- 日本牛乳普及協会 J-MILK
- 東京大進会

### 舞台
- ミュージカル 『美少女戦士セーラームーン』 （1995年7月 - 1997年1月 ・ 1998年2月、サンシャイン劇場 他） - 土萠ほたる / セーラーサターン 役

## 出版

### ビデオ
- 武田恵子 （スコラ）

### DVD
- アイドル 黄金伝説 武田恵子 （2002年10月25日発売、ブロードウェイ）

### 写真集
- 夏服の天使 （1994年7月15日発売、スコラ / 撮影：久保田昭人） ISBN 4796201815
- 憧憬 - あこがれ - （1995年9月15日発売、ぶんか社 / 撮影：宮澤正明） ISBN 4821120658